# Бекдорф (Доња Саксонија)
Бекдорф (њем. Beckdorf) град је у њемачкој савезној држави Доња Саксонија. Једно је од 40 општинских средишта округа Штаде. Према процјени из 2010. у граду је живјело 2.556 становника. Посједује регионалну шифру (AGS) 3359006.

## Географски и демографски подаци
Бекдорф се налази у савезној држави Доња Саксонија у округу Штаде. Град се налази на надморској висини од 40 метара. Површина општине износи 21,9 km². У самом граду је, према процјени из 2010. године, живјело 2.556 становника. Просјечна густина становништва износи 117 становника/km².